# بخش بلومینگ گراو، شهرستان واسکا، مینه سوتا
بخش بلومینگ گراو (به انگلیسی: Blooming Grove Township) یک منطقهٔ مسکونی در ایالات متحده آمریکا است که در شهرستان وسکا، مینه‌سوتا واقع شده‌است.
 بخش بلومینگ گراو ۹۳٫۲ کیلومتر مربع مساحت و ۵۲۳ نفر جمعیت دارد و ۳۵۲ متر بالاتر از سطح دریا واقع شده‌است.